# Калужине
Калу́жине — село в Україні, у Кам'янському районі Дніпропетровської області. Населення за переписом 2001 року складало 98 осіб. Входить до складу Верхньодніпровської міської громади.

## Географія
Село Калужине розташоване на правому березі річки Омельник в місці впадання її в Кам'янське водосховище, примикає до села Дніпровокам'янка.

## Історія
У 1752-1764 входило до складу Новослобідського козацького полку.
За даними на 1859 рік в козачому селі мешкало 1160 осіб (550 чоловіки та 610 жінок), налічувалось 165 дворових господарств, існувала православна церква, щорічно проходив ярмарок.
Станом на 1886 рік в селі Мишуринорізької волості Верхньодніпровського повіту Катеринославської губернії мешкало 1311 осіб, налічувалось 285 дворів, існувала православна церква та 2 лавки.
За переписом 1897 року кількість мешканців зросла до 2158 осіб (1090 чоловічої статі та 1068 — жіночої), з яких 2126 — православної віри.
У 1908 році кількість мешканців становила 3267 осіб (1687 чоловіків та 1580 жінок), налічувалось 575 дворових господарств.
Під час організованого радянською владою Голодомору 1932—1933 років померло щонайменше 255 жителів села.

## Населення

### Мова
Розподіл населення за рідною мовою за даними перепису 2001 року:
| Мова       | Відсоток |
| ---------- | -------- |
| українська | 91,8 %   |
| російська  | 8,2 %    |

## Пам'ятки
Біля села був вітряний млин («Пащенків млин») — пам'ятка архітектури та містобудування місцевого значення (охоронний номер 206) середини XIX століття. 2020 року остаточно зруйнувався.

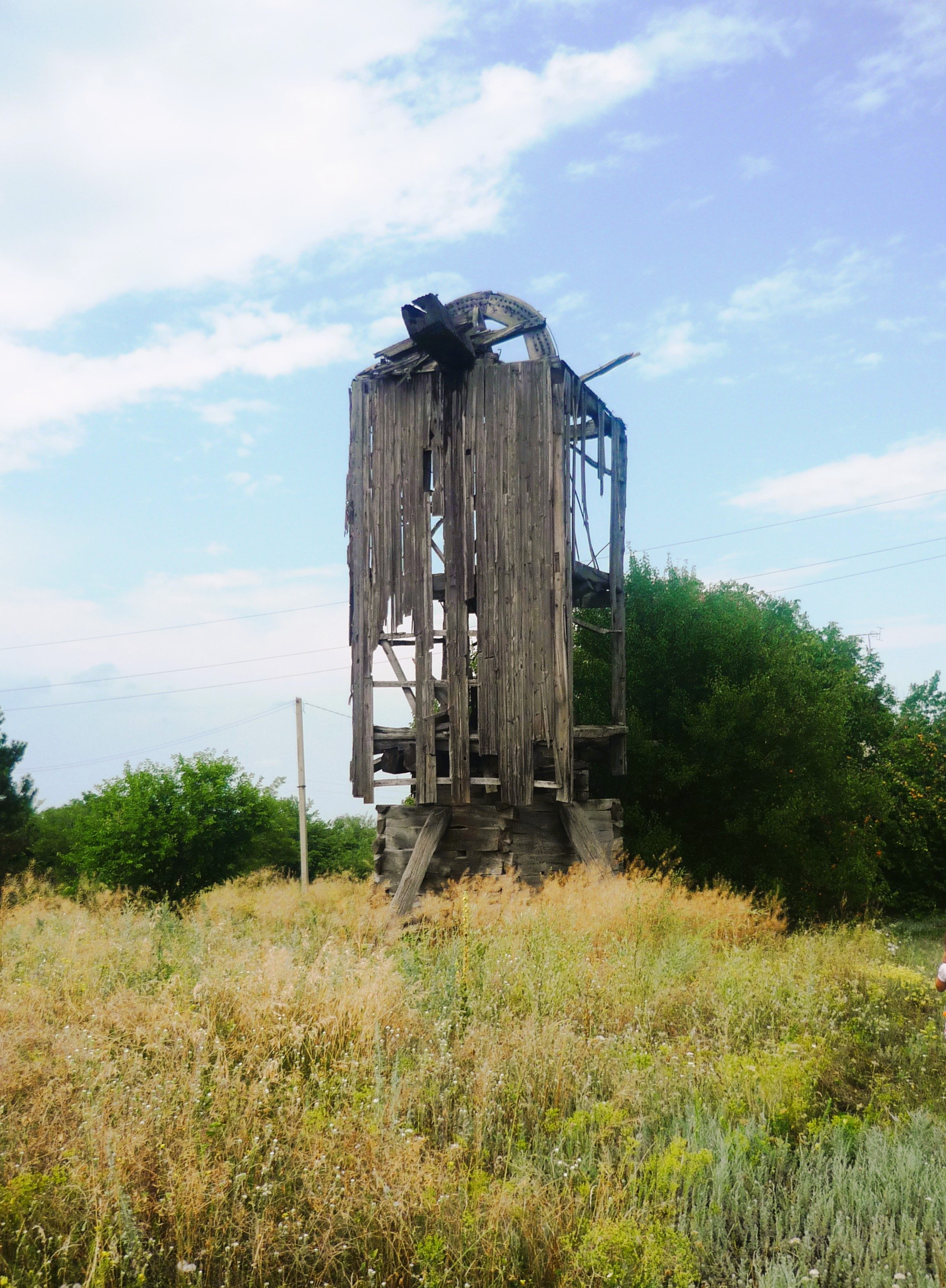
Загальний вид (липень 2013 року)
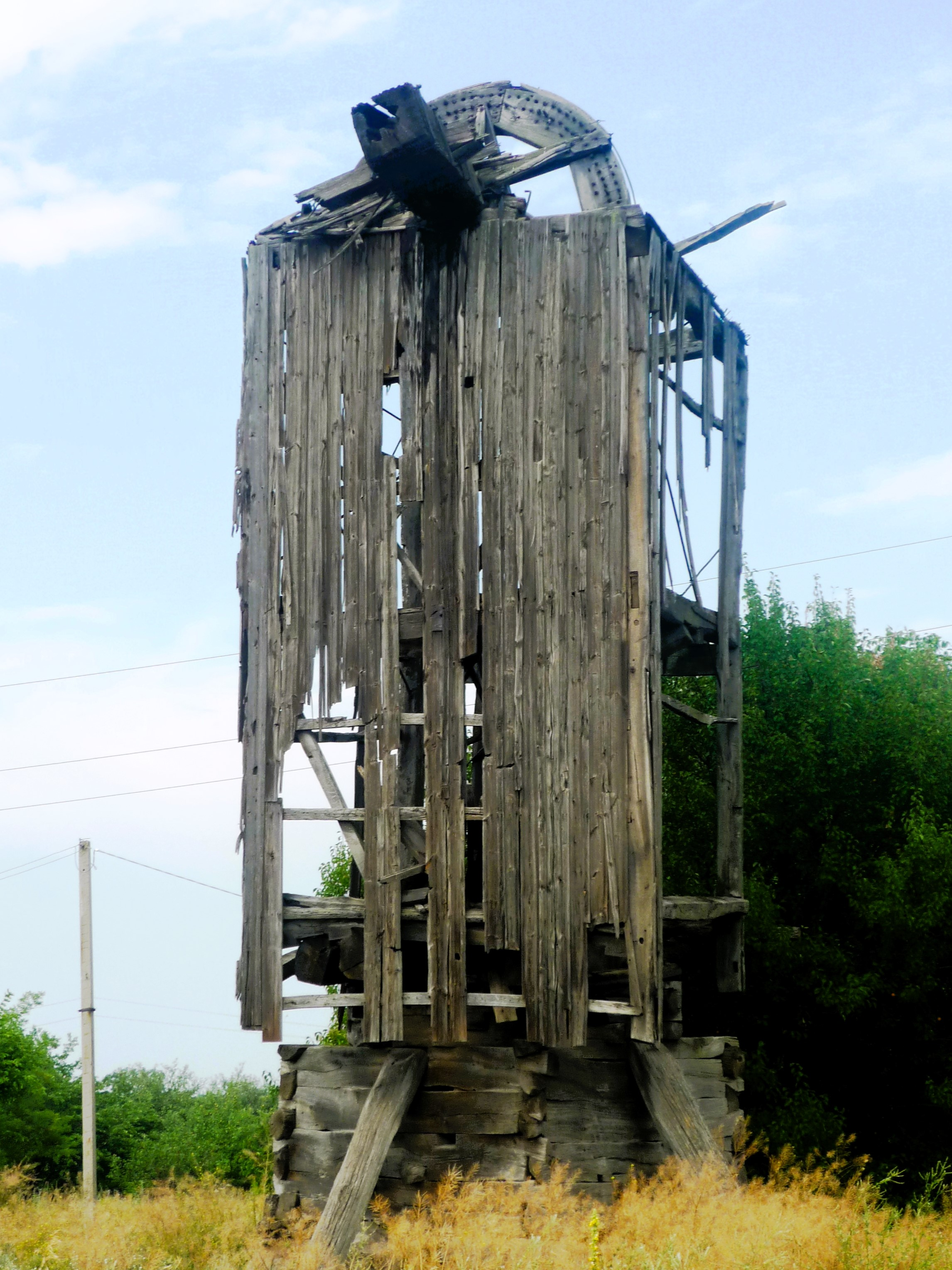
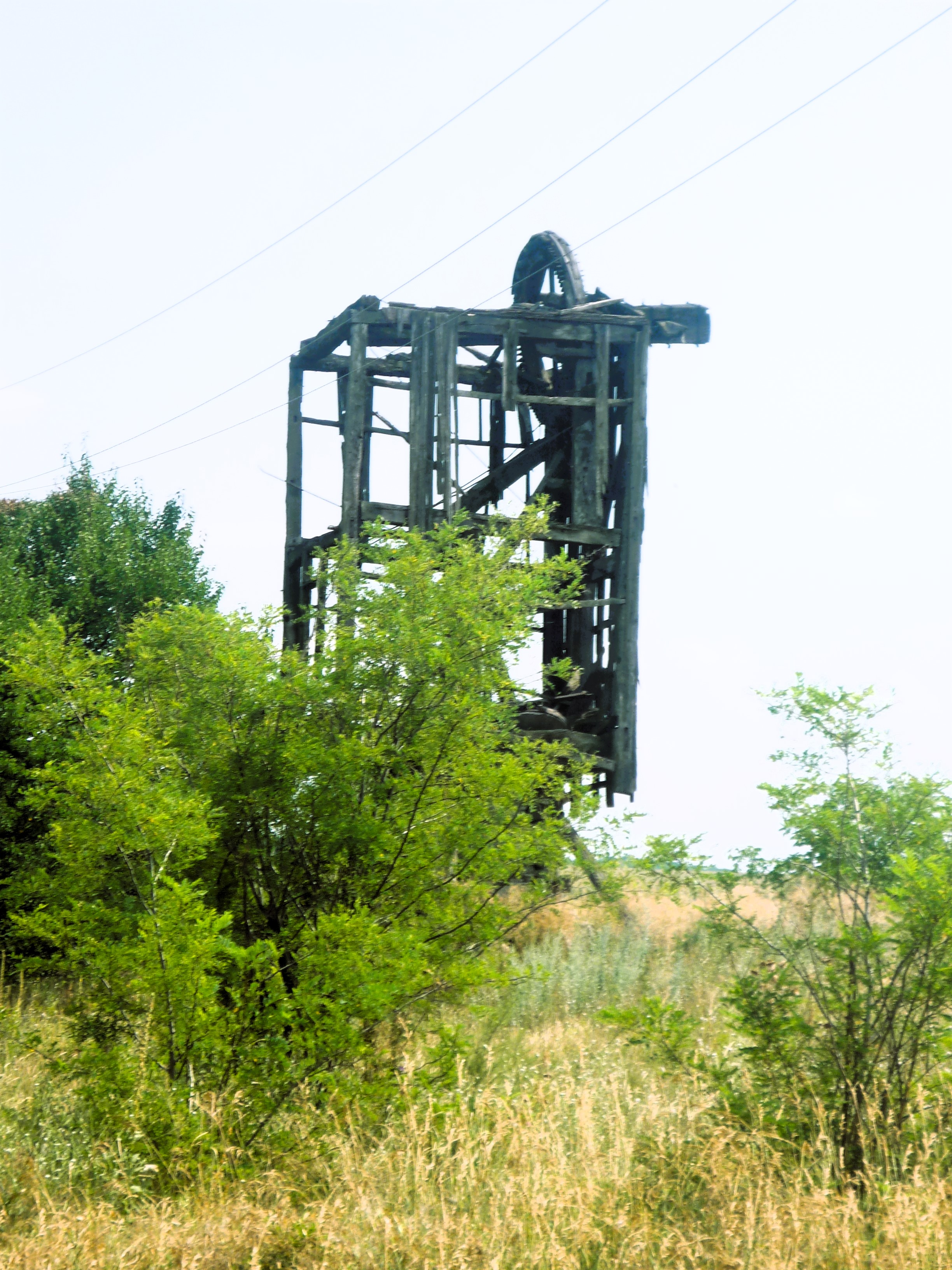
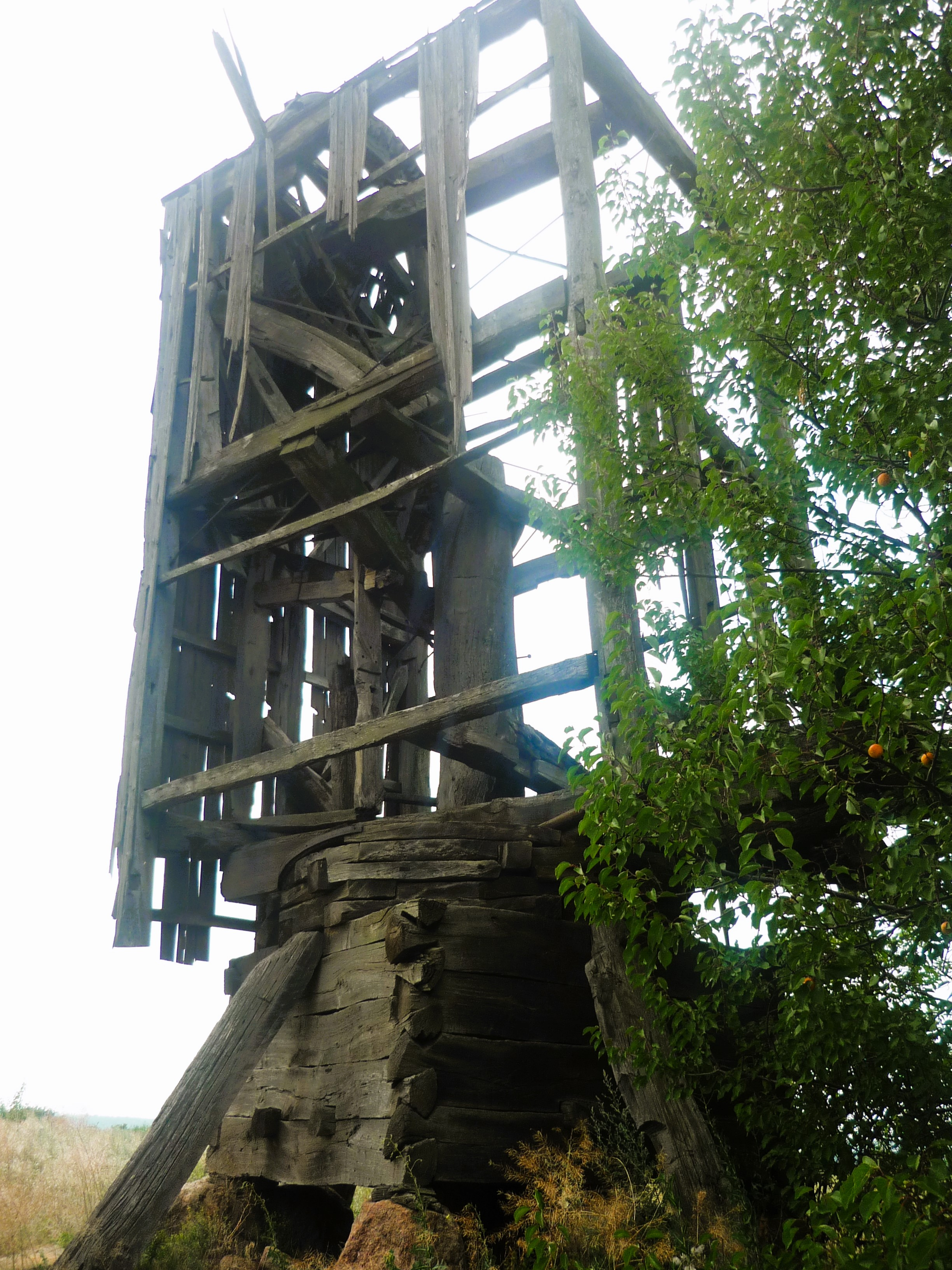

## Відомі особистості
В поселенні народилась:
- Дубина Марія Семенівна (нар. 1943) — українська поетеса.